# Bernhard Abel (Bildhauer)
Bernhard Abel (* ? in Köln; † -fraglich- 13. Oktober 1563 in Innsbruck) war ein deutscher Bildhauer und Steinmetz der Renaissance.

## Leben
Über den aus der Kölner Künstlerfamilie Abel stammenden Bernhard Abel ist wenig bekannt. 1561 hielt er sich in Wien auf. Am 28. April 1561 erhielten er und seine Brüder Arnold Abel, ebenfalls Steinmetz und Bildhauer, und der in Prag lebende Maler und Zeichner Florian Abel, in Wien den gemeinsamen Auftrag zur Ausgestaltung des lange unvollendet gebliebenen Grabmals des Kaisers Maximilian I. in der Hofkirche zu Innsbruck durch vierundzwanzig Reliefs aus Marmor.
Sein Todesdatum wird unterschiedlich angegeben: Ende Dezember 1563 oder Anfang Januar 1564 werden ebenfalls genannt. Als auch sein Bruder Arnold verstarb († 1564), wurde die weitere Ausführung der Reliefarbeiten dem späteren Hofbildhauer Alexander Colin übertragen, der sämtliche vierundzwanzig Zeichnungsvorlagen des Florian Abel übernahm. Ein Relief konnte er mit seinem Bruder Arnold eigenständig fertigstellen, zwei weitere waren nur angefangen.
Ein Werkverzeichnis ist bisher nicht ermittelbar.
Zum Leben und Werk der Brüder Abel siehe Brüder Abel.